# دامنه بنیادی
اگر یک فضای توپولوژیک و یک گروه که روی آن عمل می‌کند، داشته باشیم، تصاویر یک نقطه منفرد تحت عمل گروه، یک مدار از عمل تشکیل می‌دهند. یک دامنه بنیادی، زیرمجموعه‌ای از فضاست که از هرکدام از این مدارها دقیقاً یک نقطه را شامل می‌شوند. از آن به عنوان حقیقی‌سازی هندسی برای مجموعه انتزاعی از نماینده‌های مدارها استفاده می‌شود.
راههای بسیاری برای انتخاب یک دامنه بنیادی وجود داردند. به طور عمومی، یک دامنه بنیادی باید یک زیرمجوعه همبند باشد که محدودیتهایی روی مرز آن وجود دارند. تصاویر یک دامنه بنیادی انتخاب شده تحت عمل گروه فضا را موزاییک کاری می‌کنند. یکی از دامنه‌های بنیادی عمومی ساخته‌شده از سلولهای وورونوی استفاده می‌کند.